# Horsfieldia hellwigii
Horsfieldia hellwigii är en tvåhjärtbladig växtart som beskrevs av Otto Warburg. Horsfieldia hellwigii ingår i släktet Horsfieldia och familjen Myristicaceae.

## Underarter
Arten delas in i följande underarter:
- H. h. brachycarpa
- H. h. lignosa
- H. h. pulverulenta